# Park Jin-hee
Park Jin-hee (박진희?, Bak Jin-huiLR, Pak Chin-hŭiMR; 8 gennaio 1978) è un'attrice sudcoreana.
Ha debuttato come attrice nel teen drama Start del 1996 e raggiunto la fama due anni dopo con il film horror Yeogogoedam. In televisione è invece maggiormente nota per la serie sentimentale Dor-a-wa-yo Sun-ae-ssi (2006), dove ha interpretato una quarantenne che si ritrova catapultata nel corpo di una ventenne, e Jjeon-ui jeonjaeng (2007), nei panni di una donna che soffre di problemi economici. Sempre nel 2007 è stata acclamata dalla critica per il thriller in costume Gungnyeo, grazie al quale ha vinto il riconoscimento di migliore attrice al Golden Cinematography Award e al Fantasia International Film Festival. Nel 2022 ha ricevuto il premio all'eccellenza sia ai KBS Drama Award che agli APAN Star Award per la sua interpretazione della regina Wongyeong nella serie storica Taejong I Bang-won.

## Filmografia

### Cinema
- Yeogogoedam (여고괴담?), regia di Park Ki-hyung (1998)
- Yeonpung yeonga (연풍연가?), regia di Park Dae-young (1999)
- Gancheop Ri Cheoljin (간첩 리철진?), regia di Jang Jin (1999)
- Sanchaek (산책?), regia di Lee Jung-kook (2000)
- Hamyeon doenda (하면 된다?), regia di Park Dae-young (2000)
- Byeol (별?), regia di Jang Hyung-ik (2003)
- Yeon-aesulsa (연애술사?), regia di Cheon Se-hwan (2005)
- Love Talk (러브 토크?), regia di Lee Yoong-gi (2005)
- Mannam-ui gwangjang (만남의 광장?), regia di Kim Jong-jin (2007)
- Gungnyeo (궁녀?), regia di Kim Mi-jung (2007)
- Dalkomhan geojinmal (달콤한 거짓말?), regia di Jung Jung-hwa (2008)
- Chinjeong-eomma (친정엄마?), regia di Yoo Sung-eob (2010)
- Pohwa sog-euro (포화 속으로?), regia di Lee Jae-han (2010)
- Cheongpodo satang: 17nyeon jeon-ui yaksok (청포도 사탕: 17년 전의 약속?), regia di Kim Hee-jung (2012)

### Televisione
- Start (스타트?) – serie TV (1996-1997)
- Ma-una go-una (미우나 고우나?) – serial TV (1998-1999)
- Eomma-ui ttal (엄마의 딸?) – serial TV (1998)
- Singsing sonjabyeongbeop (싱싱 손자병법?) – serie TV (1998-1999)
- Namja set yeoja set (남자 셋 여자 셋?) – serie TV (1998-1999)
- Haengbog-eul mandeur-eo deurimnida (행복을 만들어 드립니다?) – serie TV (1998-1999)
- Yujeong (유정?) – serie TV (1999)
- KAIST (카이스트?) – serie TV (1999-2000)
- Seongnan eolgullo dor-abora (성난 얼굴로 돌아보라?) – serie TV (2000)
- Bidanhyangkkonmu (비단향꽃무?) – serie TV (2001)
- Geudaereul algobuteo (그대를 알고부터?) – serie TV (2002)
- Jidokhan sarang-eul kkukkkuneun dangsin-ege (지독한 사랑을 꿈꾸는 당신에게?) – film TV (2003)
- Sor-a-wa-yo Sun-ae-ssi (돌아와요 순애씨?) – serie TV (2006)
- Jjeon-ui jeonjaeng (쩐의 전쟁?) – serie TV (2007)
- Ajikdo gyeolhonhago sip-eun yeoja (아직도 결혼하고 싶은 여자?) – serie TV (2010)
- Giant (자이언트?) – serie TV (2010)
- Balhyogajok (발효가족?) – serie TV (2011)
- Guam Heo Jun (구암 허준?) – serie TV (2013)
- Gi-eok (기억?) – serie TV (2016)
- Oh My Geum-bi (?) – serie TV (2016)
- Return (리턴?) – serie TV (2018)
- Doctor tamjeong (닥터 탐정?) – serie TV (2019)
- Love Scene Number (러브 씬 넘버?) – serie TV (2021)
- Mobeom taxi (모범택시?) – serie TV (2021) – cameo
- Taejong I Bang-won (태종 이방원?) – serie TV (2022)
- 7in-ui buhwal (7인의 부활?) – serie TV (2024) – cameo